# Philippe Quinault
Philippe Quinault (3. června 1635, Paříž – 26. listopadu 1688, Paříž) byl francouzský dramatik a libretista. Byl blízkým spolupracovníkem Jeana-Baptiste Lullyho.

## Život
Quinault byl žákem Françoise Tristana l'Hermita a jeho první hra byla uvedena v Hôtel de Bourgogne v roce 1653, když mu bylo pouhých 18 let. Sklidil úspěch a to bylo motivací pro jeho další tvorbu. Roku 1660 se oženil s bohatou vdovou a díky jejím penězům si mohl koupit místo v Cour des Comptes.
Získal místo ve francouzské akademii (Académie française) a zatím napsal zhruba šestnáct komedií, tragédií a tragikomedií. Tragédie byly nízké hodnoty, tragikomedie o něco větší, ale stále spíše slabší průměr. Avšak komedie, zvláště jeho první dvě Les Rivales (1653) a L'Amant indiscret (1654) byli hodnoceny jako velice podařené a podobné Molièrovým hrám.
V roce 1671 Quinault pomáhal, spolu s Molièrem, při tvorbě tragédie et balet Psyché, pro kterou tvořil libreto Pierre Corneille a hudbu Jean-Baptiste Lully.
První operou, jejíž libreto Quinault napsal byla Les Fêtes de l'Amour et de Bacchus (1672).
Díky Psyché se dostal do blízkosti Lullyho, který byl velice vlivnou osobou u dvora Ludvíka XIV. a začala jejich dlouholetá spolupráce.
Napsal libreto již pro první Lullyho operu z roku 1673 Cadmus et Hermione (ta bývá považována za první francouzskou operu). Dále napsal libreto pro Alceste (1674), Thesée (1675), Atys (jedno z jeho nejlepších libret, 1676) a také Isis (1677).
Lully skládal přibližně jednu operu za rok a v roce 1678 tak skládal další, nicméně libretistou pro operu Psyché se stal namísto Quinaulta libretista Thomas Corneille, protože Quinault byl u dvora v nemilosti kvůli opeře Isis.
Quinault sepsal libreto k další Lullyho opeře Proserpine až po dvouleté odmlce, v roce 1681 Lully žádnou operu nesložil. Až v roce 1682 je uvedena opera Persée (Perseus), libreto je opět od Quinaulta, který pak sepsal libreta také pro všechny následující Lullyho opery: Phaëton (1683), Amadis (1684), Roland (1685), Armide (Armida, Quinaultovo nejlepší libreto, 1686). Pro poslední Lullyho operu Achille et Polyxène z roku 1687 již libreto nepsal, za Lullyho operu dokončil Pascal Collasse a premiéru měla až po Lullyho smrti.
Mimo libret pro Lullyho opery psal i texty pro jeho balety, např. pro Le Temple de la paix (1685).
Po Lullyho smrti v roce 1687 se Quinault upnul k náboženství. Zemřel 26. listopadu 1688 v Paříži.

## Galerie

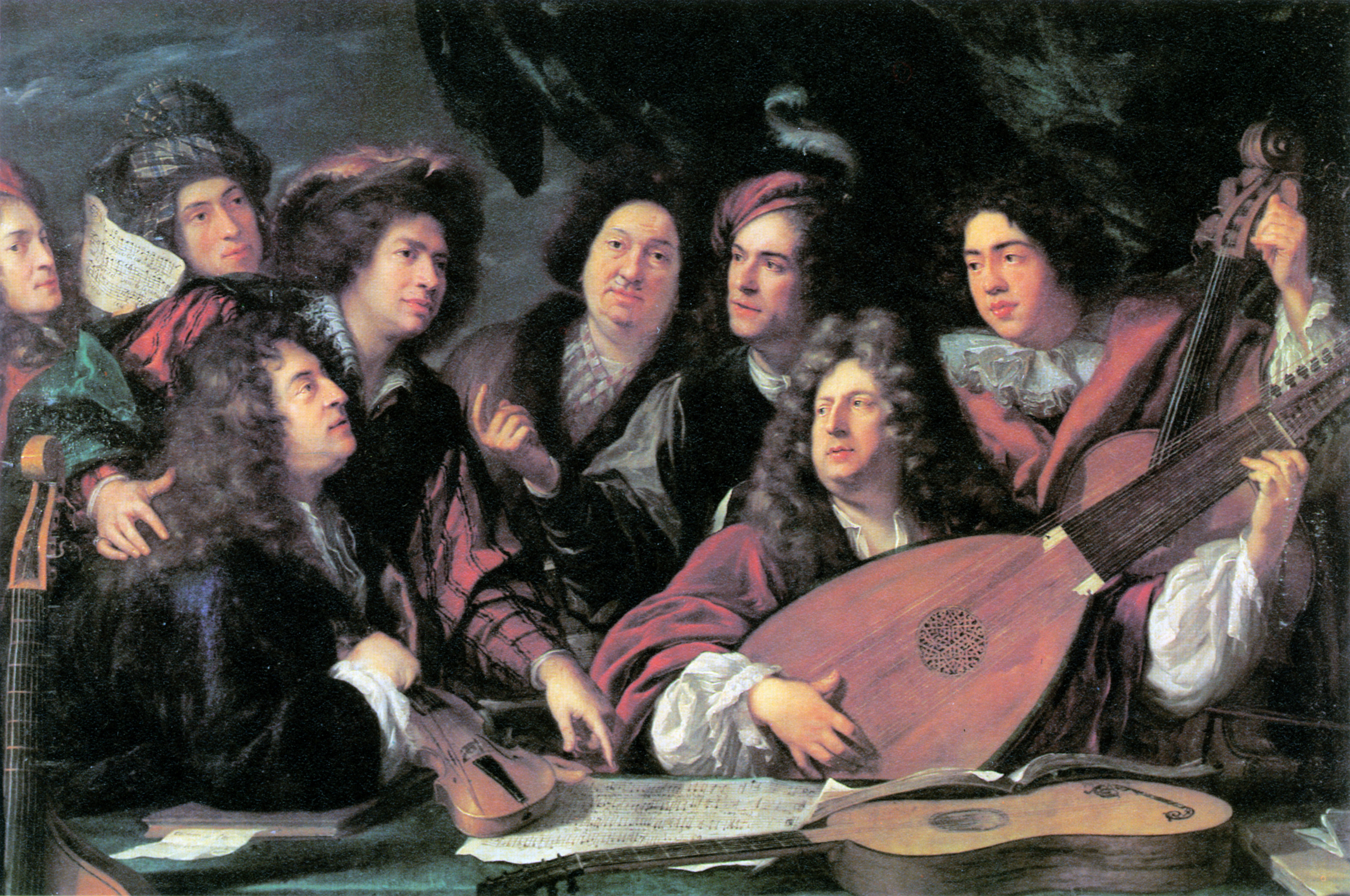
Portrét několika hudebníků a umělců (François Puget, 1688, Muzeum Louvre) Dvě hlavní postavy bývají označovány jako Jean-Baptiste Lully a Philippe Quinault
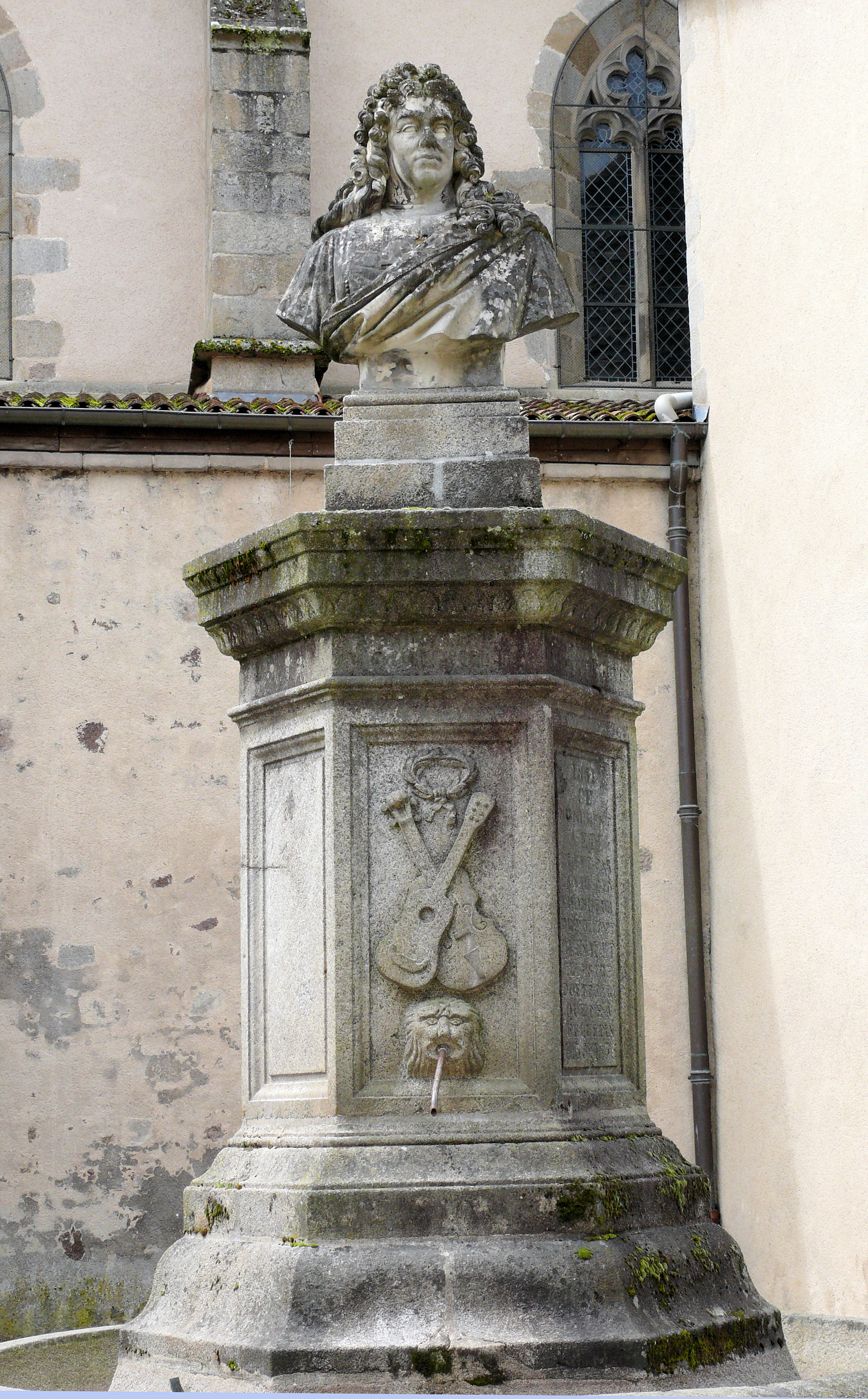
Quinaultův pomník ve městě Felletin (Jules Salmson, 1851)
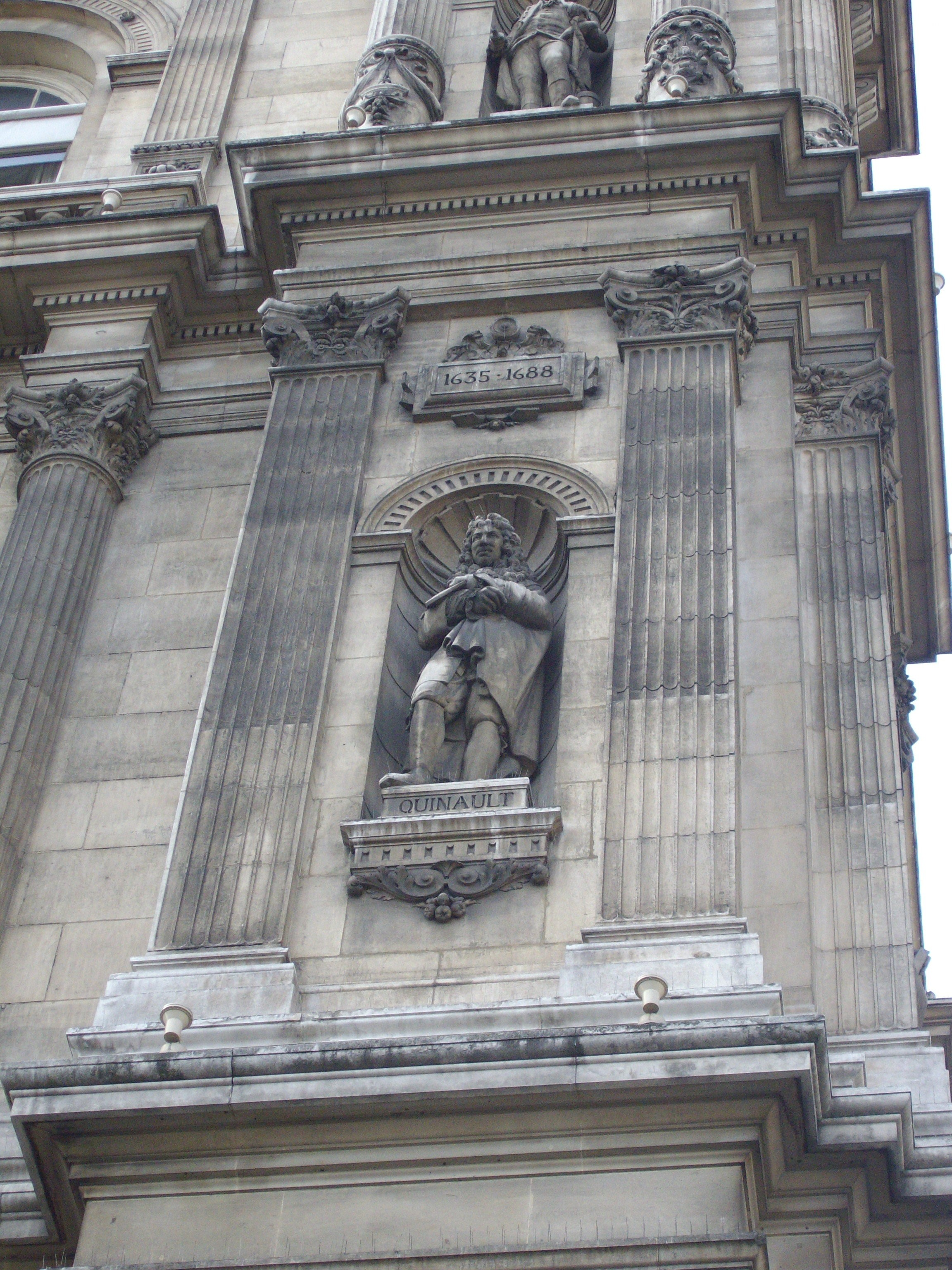
Quinaultova socha je jednou ze 146 soch umístěných na fasádě budovy Hôtel de ville de Paris.
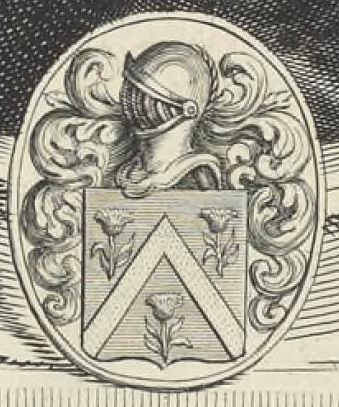
Quinaultův erb